# Hermann Büsing (Politiker)
Hermann Büsing (* 28. September 1760 in Hanau; † 19. Februar 1849 in Bremen) war ein deutscher Jurist, Pädagoge und Bremer Senator.

## Biografie
Büsing war der Sohn des Vorstehers und Professor am Paedagogeum und Gymnasium illustre in Bremen Johann Christian Büsing (1722–1802).
Er studierte ab 1778 Rechtswissenschaften am Gymnasium illustre in Bremen und ab 1781 an der Universität Göttingen. In Göttingen promovierte er 1785 zum Dr. jur. Er war seit 1786 Professor der Rechte am Gymnasium illustre in Bremen.
Von 1787 bis 1849 (†) war er als Nachfolger von Justin Friedrich Wilhelm Iken Bremer Ratsherr/Senator. Von 1811 bis 1813 wirkte er als Tribunalrichter während der Bremer Franzosenzeit. Er wurde später Vorsteher des Paedagogeums in Bremen.